# Otto Kockert

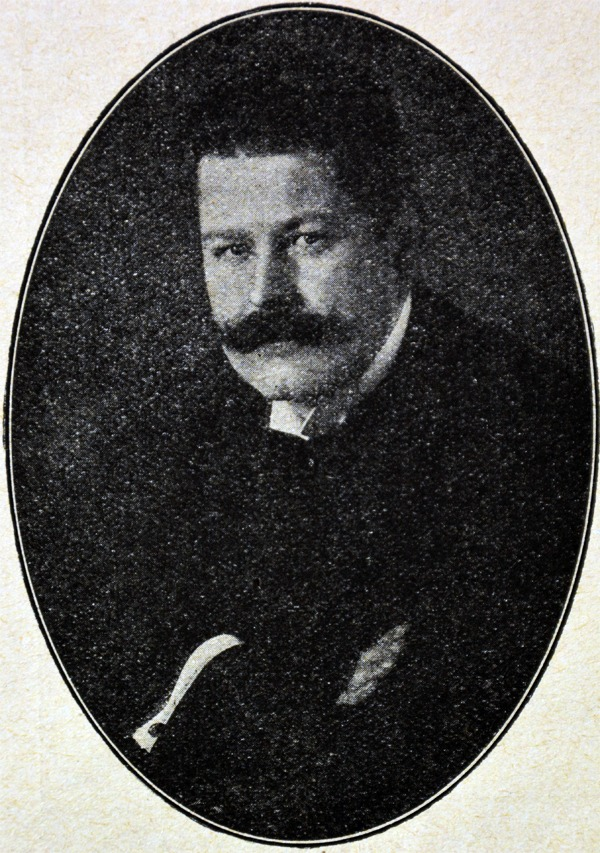
Otto Kockert

Otto Georg Alexander Kockert (Berlijn, 28 juni 1865 – Lehnitz bij Oranienburg, januari 1941) was een Duitse componist, dirigent, arrangeur en pianist.

## Levensloop
Kockert studeerde aan de Universiteit van de Kunsten, de toenmalige Hochschule für Musik in Berlijn. Na het behalen van zijn diploma's reisde hij als pianist en kamermusicus door heel Europa. In 1898 kwam hij weer terug en woonde in Berlijn. Sinds 1921 was hij medewerker in de muziekuitgeverij Richard Birnbach Berlijn.
Kockert componeerde een aantal werken voor orkest, harmonieorkest en kamermuziek.

## Composities

### Werken voor orkest
- 1900: - Grande valse chromatique, voor orkest, op. 28
- 1906: - Amoretten-Ständchen, voor orkest, op. 47
- 1906: - Orientalischer Marsch, voor orkest, op.48
- 1910: - Schlummerliedchen, voor strijkorkest, op. 60
- 1922: - Tanz der Schmetterlinge, walsen-intermezzo, op. 68
- 1924: - Pussi!, dans-intermezzo, op. 78
- 1926: - Falter und Rosen, intermezzo
- 1927: - Ein Morgen in Sans-souci, symfonisch gedicht voor groot orkest, op. 90
- 1927: - Einzug der Frühlingsblumen, intermezzo voor orkest, op. 92
- 1928: - Revuesterne, intermezzo, op. 96
- 1928: - Kinderherzen, intermezzo voor kamerorkest, op. 97
- 1928: - Der kleine Pfiffikus , voor orkest, op. 98
- 1928: - Die Waldquelle, op. 99
- 1929: - Tintoretto, Spaans intermezzo, op. 102
- 1929: - Revuesterne, intermezzo voor orkest, op. 103
- 1930: - Marionetten-Hochzeit, intermezzo, op. 104
- 1931: - Wenn die Nacht kommt
- 1935: - Märchenaugen, intermezzo, op. 113
- 1937: - Polnisches Ständchen, op. 122
- 1937: - Ich erwarte Dich!, intermezzo, op. 123
- 1940: - Vita nelle strade di Napoli
- - Arabische Sonne
- - Das Stelldichein
- - Fröhliche Heimkehr, op. 127
- - Glockenserenade
- - Haidenacht
- - Im Vorstadtgärtchen
- - Italienische Gondel, op. 119
- - Lachende Schönheit
- - Lachendes Leben
- - Liebesgeständnis, canzonetta
- - Mit leichtem Schritt, mars voor eorkest, op. 40
- - Schritte im Zweivierteltakt
- - Strandgeflüster, op. 111
- - Verliebte Blicke

### Werken voor harmonieorkest
- 1898: - La coquette[2]
- 1901: - The brigadier general
- 1906: - Amoretten-Ständchen, serenade voor harmonieorkest, op. 47
- 1920: - Bleisoldaten (Les soldats de plomb), karakterstuk, op. 85[3]
- 1927: - Ein Morgen in Sans-souci, symfonisch gedicht voor harmonieorkest, op. 90
- - Mit leichtem Schritt, mars voor harmonieorkest, op. 40
- - Rokoko-Gavotte, voor harmonieorkest, op. 41

### Werken voor mandolineorkest
- - Ball-Erinnerungen, walzen-intermezzo voor mandolineorkest en accordeon ad libitum

### Kamermuziek
- 1910: - Schlummerliedchen, voor strijkkwintet, op. 60
- - Tanz der Schmetterlinge, walsen-intermezzo voor viool en piano, op. 68

### Werken voor piano
- 1920: - Bleisoldaten, karakterstuk, op. 85